# IC 4768
IC 4768 — галактика типу *Grp (велика група зірок) у сузір'ї Щит.
Цей об'єкт міститься в оригінальній редакції індексного каталогу.